# Greta Thiis
Greta Wilhelmina Thiis, född Swenborg 25 maj 1896 i Sollefteå, död 2 september 1982, var en svensk-norsk målare och översättare.
Hon var dotter till postmästaren Jöns Swenborg och Kerstin Wilhelmina Lundquist och från 1923 gift med den norska arkitekten Helge Thiis. Efter sitt giftermål vistades paret i Italien ett år innan de bosatte sig i Kristiania där hon blev norsk medborgare 1925, när hennes man fick arbeta med Nidarosdomen flyttade paret vidare till Trondheim 1930. Hon började måla efter självstudier 1934 och studerade en kortare tid vid Statens håndverks- og kunstindustriskole i Oslo 1938 samt bedrev självstudier under resor till Amsterdam, Italien, Frankrike, Spanien och Grekland. Eftersom hennes man var inblandad i motståndsrörelsen tvingades paret fly från Norge och de vistades delar av tiden för andra världskriget i Sverige. Hon medverkade då i utställningarna Konstnärer i landsflykt som visades i Stockholm 1944 och Norska konstnärer i Sverige som visades i Falun 1945. Vid krigsslutet återvände familjen förutom dottern Aina, som då studerade vid Konstfackskolan, till Norge. Separat ställde hon ut på Gummesons konsthall i Stockholm och ett flertal tillfällen i Trondheim, Oslo, Östersund, Bergen och på Oslos Kunstnerforbundet 1951. Bland hennes offentliga arbeten märks utsmyckningar till Dombås kyrka 1939 och Vadsø kyrka 1959 samt en väggdekoration för Ringvoll sanatorium. Hennes konst består av porträtt landskapsskildringar huvudsakligen utförda i olja eller akvarell. Vid sidan av sitt konstnärskap översatte hon norska författare till svenska och skrev krönikor i Aftenposten. Hon var ordförande i Trøndelag Bildende Kunstnere 1951-1967 och därefter hedersmedlem i föreningen. Hon var en av initiativtagarna till bildandet av Trondheim kunstskole 1949 som senare blev Kunstakademiet i Trondheim där hon under 25 års tid var verksam som lärare. Thiis är representerad vid Östersunds läns museum, Trondheims kunstforenings galleri.
Hon är mor till keramikern Aina Thiis Leirdal, skulptören Tone Thiis Schjetne och glaskonstnären Ragna Thiis.